# Leyenda de La Magdalena
La Leyenda de La Magdalena es una narración transmitida por tradición oral, construida sobre un hecho histórico acaecido en el Palacio de los condes de Osorno en Pasarón de la Vera en el verano de1558 durante la estancia del emperador Carlos V en Yuste, que relata los amores entre Juan de Austria (Jeromín) y la joven Magdalena Osorio Manrique de Lara.

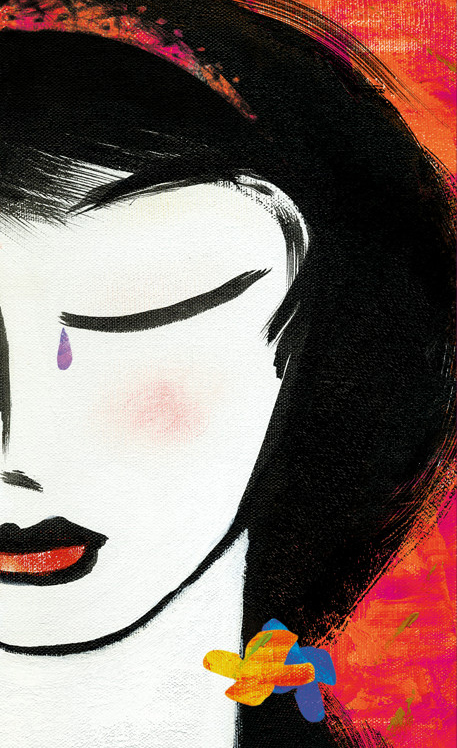
La Leyenda de La Magdalena de Pasarón de La Vera

Como toda leyenda romántica, la negativa de los progenitores a que fructifique un amor juvenil apasionado, de los que sólo en la pubertad pueden darse con esa intensidad, provoca que se encienda aún más la pasión de los enamorados, y que la separación que les es impuesta termine poniendo en riesgo sus propias vidas.

## Le leyenda: descripción
La leyenda narra el apasionado amor entre Juan de Austria y una noble cacereña de Pasarón de La Vera, truncado por su familia:
"Juan de Austria, hijo natural de Carlos V, y quien por entonces era llamado Jeromín, se enamora encendidamente de una sobrina del conde de Osorno en el palacio de Pasarón. En ese momento la paternidad del chaval es un secreto que solo conoce el emperador y aunque el joven príncipe se mueva en la Vera como un joven más, no pasa desapercibida cierta mala fama de juerguista del chaval. Es por ello que el señor de palacio no acepta esa relación y ante la terca pasión de los dos jóvenes, opta por encerrar a Magdalena en lo más profundo del palacio: Un nevero donde ella entristecerá, dejando de comer y permitiendo que el frío le vaya robando una vida que para ella ha dejado de tener sentido sin Jeromín. También él, sin entender tan repentina ausencia, desfallece. Si nadie lo remedia, a ambos les encontrará separados la muerte."

## El hecho histórico
Dicen los Hermanos Grimm, que una leyenda es un cuento folklórico con base histórica. Pues bien, La Leyenda de la Magdalena parte de un hecho histórico como es la llegada de Juan de Austria, entonces llamado Jeromín, a La Vera aquel verano de 1558, por expreso deseo de su padre Carlos V. Está bien documentado en le libro de Manuel de Foronda y Aguilera y en el libro Carlos V, el César y el Hombre de Manuel Fernández Álvarez donde cita expresamente el alojo de Magadalena de Ulloa, mentora de Don Juan, en Cuacos.
También está bien documentada la gran afición a la caza de Juan de Austria desde muy joven, relatado por su mentor Luis de Quijada que aparece en la novela de ficción histórica de Luis Coloma:  "Jeromín", aunque baste saber cómo es presentado a su hermanastro Felipe II en una cacería. Bien sabido e igualmente documentado que el palacio donde se organizan las cacerías más importantes de esa zona es en el SXVI el Palacio de los condes de Osorno en Pasarón de La Vera, antiguo pabellón de caza perteneciente a los Álvarez de Toledo desde el SXIV, cuyos bosques aptos para la caza mayor, llegan hasta las mismas puertas de Yuste.

Ahora faltaría saber cómo y por quién llegó Jeromín a ese Palacio. José Antonio Sánchez Prieto, historiador que ha trabajado en el estudio de este Palacio, Señala en su prólogo: 
"D. Luis de Ávila y Zúñiga, marqués consorte de Mirabel, que se queda en su palacio de Plasencia una vez abdicado el Emperador, al cual visita asiduamente en Yuste. Gozó siempre de la absoluta confianza de Carlos V, hasta el punto de que Carlos habla de él como «testigo de mis pensamientos»... y «secretos», añado de mi cosecha, pues seguramente se trata de uno de los pocos conocedores de la ascendencia de Jeromín. Sabemos que ambos, D. Luis y Jeromín, a pesar de la diferencia de edad, entablaron en Yuste una buena relación, bien por propia iniciativa de D. Luis de Ávila o por consejo del Emperador para tener cercano a su hijo. Su padre adoptivo, D. Luis Quijada, estaba dedicado plenamente al servicio del Emperador como mayordomo real...   La prueba de esta amistad que se fraguó entre ambos la tenemos en una carta que, ya adulto, le escribe D. Juan de Austria a D. Luis de Ávila recordándole «lo bien que se lo pasaron ambos en Yuste». Este dato lo consideramos esencial para comprender el desarrollo de la leyenda" 
Descansa entonces en D. Luis de Ávila la tarea de acompañar a Jeromín a visitar a los nobles más cercanos a Yuste, entre ellos su compañero de armas D. Alonso en Pasarón. Ambos habían dedicado su vida íntegramente al servicio del Emperador y, por tanto, habían pasado juntos gran parte de su vida militar activa. Y en su palacio de Pasarón conocería Jeromín a la numerosa prole de chicos y chicas que componían la familia de D. Alonso, entre los cuales se encontraría nuestra Magdalena.
A partir de este momento, la historia deja paso a la ficción que contará la intensidad de ese amor y cómo D. Alonso (en algunos relatos tratado como "el conde") intentaría evitarlo, en versiones que han llegado hasta nuestros días con mayor o menor fortuna, o con mayor o menor acierto histórico. 

## La ficción:  Versiones

#### Versiones populares
Hasta nuestros días han coexistido en Pasarón varias versiones de esta leyenda, empezando todas de la misma forma, ya explicada en epígrafe "el hecho histórico" pero desarrollando el desenlace de distintas formas, dependiendo de la voluntad de enriquecer la tradición oral con elementos propios de cada época, o dependiendo de la utilidad que se le quisiera dar. Un clásico en Pasarón es asustar a los niños con el fantasma de La Magdalena, o advertirles que irán al mismo pozo que ella si no son obedientes. Las versiones son muchas y muy variadas: en unas escapa y huye del Palacio, en otras muere de tristeza, hambre, o de frío, y hasta las hay que la han visto vagar por las noches buscando a su amado Jeromín, corroborando la tendencia en España a deformar los relatos hacia lo fantástico. Lo cierto es que está documentado que Magdalena, uno o dos años después de este agridulce verano ingresó como monja en el convento  de San Bernardino de Siena, de Las Clarisas en Cuenca de Campos, en Valadolid, y allí murió. En el libro sobre genealogía española del SXVI de Jacob W. Imhoff: Genealogiae viginti illustrium in Hispania familiarum. Leipzig, Johann Friedrich Gleditsch de 1712. (Biblioteca Estatal de Baviera). en el árbol genealógico de la familia de Alvar de Osorio aparece Magdalena como "Monialis" (Monja).

#### Algo en común: El nevero
Aunque sí que hay algo en la que prácticamente todas las versiones coinciden, que es en el método decidido en Palacio para evitar los encuentros de los amantes: el encierro forzoso de la joven Magdalena en un nevero, profundo y lóbrego, que este Palacio posee realmente y que es, en boca de muchos de los que lo han estudiado, una auténtica rareza en esta época y en ese lugar. 

Según los autores de la última adaptación de esta leyenda, el nevero funciona como un personaje esencial tanto para la creación popular de la leyenda, como para su mantenimiento a través de generaciones de la misma:

"Creemos que el hecho de que en ese palacio hubiera un nevero, foso o similar, alimentó la imaginación popular dándole un sentido hasta onírico. En este caso, la leyenda parece darle la razón al folclorista Timothy Tangherlin que en 1990 definía las leyendas como: "reflejo de una representación psicológica simbólica de la creencia popular y de las experiencias colectivas" en este caso, la pesadilla colectiva de los pasaroniegos a terminar encerrados en aquel misterioso pozo, miedo que en nuestra versión personalizaremos en Lorenzo, el músico pasaroniego"

Citaré la descripción del Historiador Gervasio Velo y Nieto, en el estudio realizado sobre este palacio, por ser uno de los que con más ahínco ha pormenorizado los detalles de este atípico lugar:

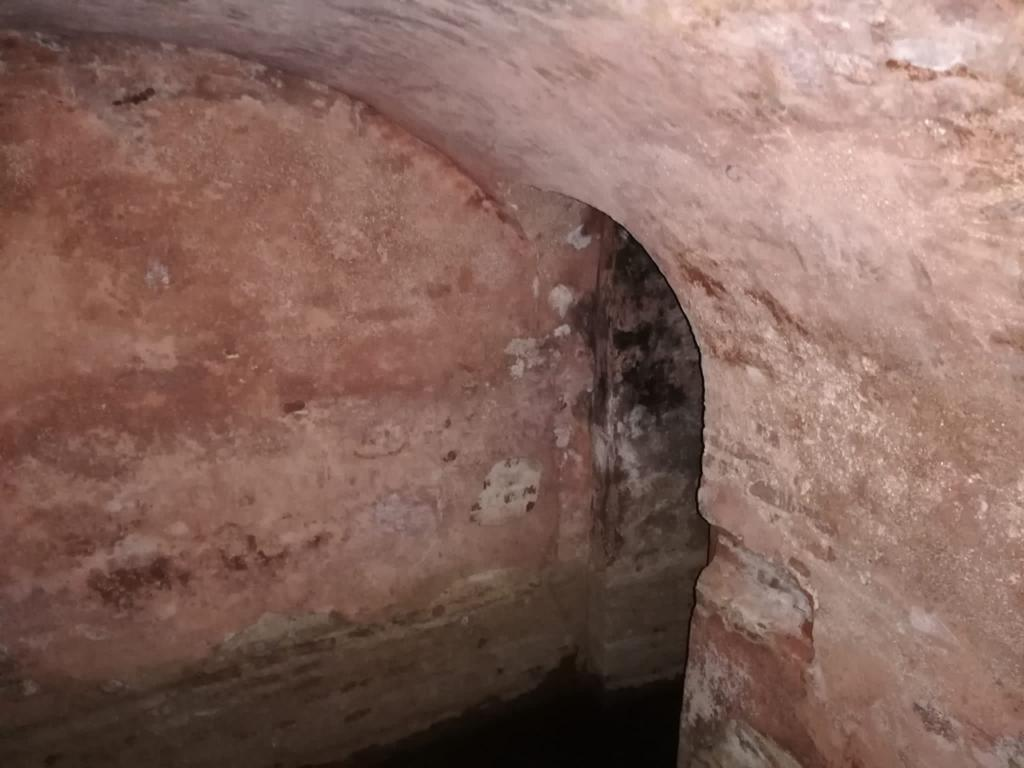
Vista parcial de la cavidad inferior del nevero del Palacio de los condes de Osorno

"En el llamado salón de los azulejos, planta baja del referido palacio, a poco más de un metro de altura y junto a uno de sus rincones, se abre una ventana que comunica con el vano... Aboca dicho vano, que recuerda el hueco destinado a un diminuto ascensor, en un departamento subterráneo situado exactamente bajo el mencionado salón, y en él aparecen abiertos un pozo bastante profundo y una especie de silo o habitación cuadrada empotrado en el suelo, de varios metros de profundidad y paredes lisas, sin más que unos pequeños agujeros abiertos en dos de sus ángulos, que inducen a pensar sirvieron alguna vez para sujetar travesaños de hierro o madera y poder así colocar encima un vulgar camastro.
Si una cesta u otro artefacto cualquiera atado con una cuerda se deja deslizar por el hueco en cuestión a través de la referida ventana, cae precisa e irremisiblemente en la pieza empotrada y anteriormente descrita, de la cual además no es posible salir sin el auxilio de otra persona, y ello en todo caso valiéndose de una soga, maroma o escalera de mano. Tales circunstancias y características inducen a creer que fue un aljibe, más probablemente un pozo para nieve, o que nos encontramos ante una de aquellas auténticas mazmorras de la Edad Media, cuya existencia ha sido tan comentada por cronistas e historiadores de todos los tiempos"

#### Leandro Herrero 1859
Pero si hay una versión que hizo popular la leyenda ha sido la de El Monasterio de Yuste, leyenda tradicional del Siglo XVI, de Leandro Herrero, escrita en 1859, en la que compuso "una de las novelas más románticas que se han escrito en estas tierras extremeñas" según Sánchez Prieto" que a renglón seguido añade: "Aunque, a pesar de su encanto lírico indiscutible, la obra entra en absoluta contradicción con la verdad histórica". Efectivamente, Herrero se atreve con algunas "travesuras" históricas como enemistar a los leales condes de Osorno con el emperador, por las Guerras comuneras, o poner a cabalgar en la noche, con ánimo de batirse en duelo, al propio emperador, cuando es sabido que la gota apenas le permitía levantarse de la silla.

#### Álvaro López de Quintana y Luis Guridi 2020
La versión más reciente de la Leyenda es una adaptación a obra teatral en tono de comedia romántica, escrita por Luis Guridi y Álvaro López de Quintana, con idea de que pueda ser representada en la misma plaza del Palacio de Pasarón, en el escenario real donde pudo hacerse realidad este amor de leyenda. La obra ha sido publicada como "La Leyenda de La Magdalena de Pasarón de La Vera". Para su escritura, los autores han buceado en archivos y documentos hasta dar con la identidad de la verdadera Magdalena: Magdalena Osorio Manrique de Lara, sobrina nieta del III Conde de Osorno, escondida por la historia, y a través de ella descubrir a su padre: Don Alvar de Osorio, conde de Villacís, importante personaje en la sombra para entender las circunstancias que favorecieron el enredo de este relato.  
Además, se ha hecho un importante trabajo de documentación sobre cada uno de los personajes principales de la Leyenda, incluido el mismo Jeromín, huyendo del manido retrato del siglo pasado del chaval como un querubín angelical, del que podría haber dudas sobre su edad en aquel verano, dudas rebatidas con los datos y reflexiones del historiador José Antonio Sánchez, incluidas en prólogo de la edición de esta obra teatral, y con algunos apuntes sobre el personaje en capítulo que cierra el libro, escritas por Luis Guridi.

#### La versión teatral
Escrita en verso, esta versión gira en torno a un personaje de Magdalena más actualizado, como una mujer fuera de su tiempo, que lucha por su amor contra la intransigencia de la época que le ha tocado vivir. La obra se desarrolla en la fachada del Palacio de los condes de Osorno en la plaza del palacio, donde está situado "el balcón de Magdalena"
En 2019 se puso en marcha un micromecenazgo  para recaudar fondos destinados a la edición y presentación del libro: "La Leyenda de La Magdalena de Pasarón de La Vera" con la ayuda del técnico cacereño Javier Malagón, y con la participación de todos los vecinos, asociaciones, Ayuntamiento y Mancomunidad. La campaña de micromecenazgo fue tal éxito que además de la presentación, a la que se invitó a actores famosos como Elena Irureta, Javivi o Daniel Albadalejo, se han podido completar dos ediciones de la obra. Todos los Mecenas se han incluido en una lista en las últimas páginas del libro.

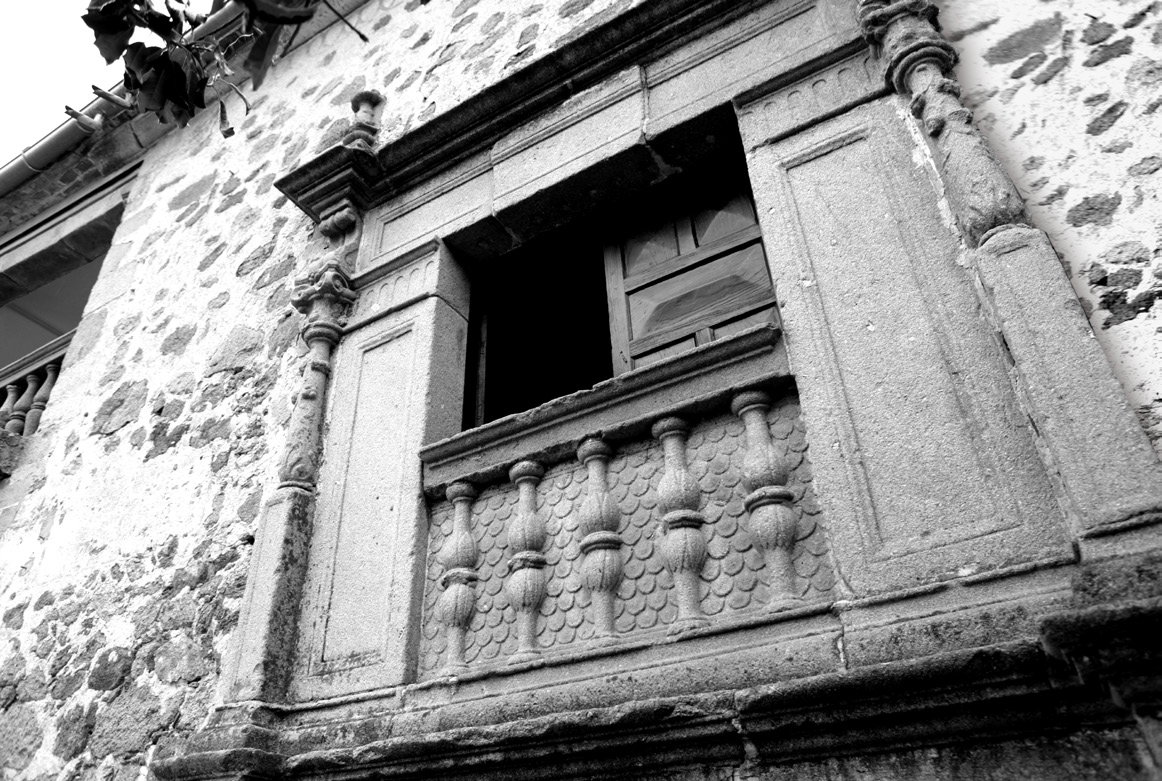
"Balcón de la Magdalena" en el Palacio de los condes de Osorno

La obra teatral se compone de cuatro actos y tres entreactos, incluido un baile que ambos amantes protagonizan sin poder verse, ni oírse, ni tocarse, encerrados en dos círculos de luz del que ninguno puede salir. Uno de los entreactos sucede en la cámara privada del emperador en el monasterio de Yuste.

Este es el resumen de esta propuesta literaria para la adaptación teatral de la Leyenda:
"Jeromín, amigo de los hijos del señor de Pasarón, vuelve de caza con ellos y, a las mismas puertas de palacio, se encuentra con Magdalena, prima de estos que, desde Galisteo, ha venido a pasar los meses de calor con sus tíos. Ambos, cargados de efusión juvenil, sienten el flechazo del amor de forma súbita e intensa. Tanto, que parecen dispuestos a arrojarse el uno en brazos del otro allí mismo. Pero ese amor no es bien visto en palacio pues, aparte de la edad de los púberes, la mala fama del mozalbete notoria en la comarca y su desconocida procedencia, pondrían en innecesario peligro la virtud de la joven. «Una cosa es que cace con los chicos, otra muy distinta es que pueda manchar el honor de esta joven dejada a mi cargo», diría seguramente don Alonso que lo que más temía era la posible reacción del padre de la joven, un famoso justero.
Pero, igual que Romeo y Julieta, la fuerza del amor adolescente es tremendamente poderosa y el joven con su entusiasmo y sus poemas consigue que nadie pueda evitar que Magdalena «vuele» noche tras noche al balcón. Su tío decidirá entonces guardarla en lo más profundo de palacio, un nevero donde no llegarán los cantos de sirena de Jeromín, ni de él podrán salir los lamentos de ella para ser oídos por el amante. Como en toda leyenda romántica, la separación engrandecerá el amor y hará que ambos enfermen hasta rozar la muerte.
Viendo que peligra la vida de Jeromín, su padrastro Luis de Quijada, acude a palacio para pedir a don Alonso que reconsidere el castigo, pero nada consigue. El señor Manrique de Lara arguye no conocer al padre de Jeromín —nadie lo conoce—, pero aunque jurase respetar a su sobrina, prefiere que ambos mueran de amor a que ella pierda su honra y él mismo sea lanceado por el bruto de su cuñado.

Don Luis de Quijada no puede desvelar el secreto que con tanta lealtad guarda y que arreglaría de un plumazo la situación, pero el mayordomo del Emperador es un estratega nato, y aunque en esto de los líos de amor no está nada ducho, emprenderá un arriesgado plan que incluye una visita nocturna al Emperador en Yuste, y que de salir mal, puede acabar con él mismo en el calabozo".

## Personajes

### Personajes en la ficción
Se han hecho hasta ahora dos lecturas dramatizadas en enero de 2019 virtual, y dos representaciones (No completas) presenciales en septiembre noviembre de 2021.
- Magdalena (protagonista) --- Candela Salguero (Primera representación noviembre 2021)
- Jeromín (protagonista) --- Miguel Ángel Amor (Primera representación noviembre 2021)
- Aldonza (prima de Magdalena) --- Camila Almeda (Primera representación noviembre 2021)
- Don Alonso (Tío de Magdalena) --- César Sarachu (enero de 2019). --- Javivi (Primera representación septiembre 2021)
- Lorenzo (Músico. Amigo de Jeromín) --- Arturo Núñez (Primera representación noviembre 2021)
- Doña Inés (Tía de Magdalena y esposa de D. Alonso) --- Elena Irureta (Primera representación septiembre 2021)
- Alvar de Osorio (Padre de Magdalena) --- Daniel Albadalejo (Primera representación septiembre 2021)
- D.Luis de Quijada (Mentor de Jeromín)
- Carlos V (El emperador) --- Daniel Albadalejo (Primera representación enero 2019)

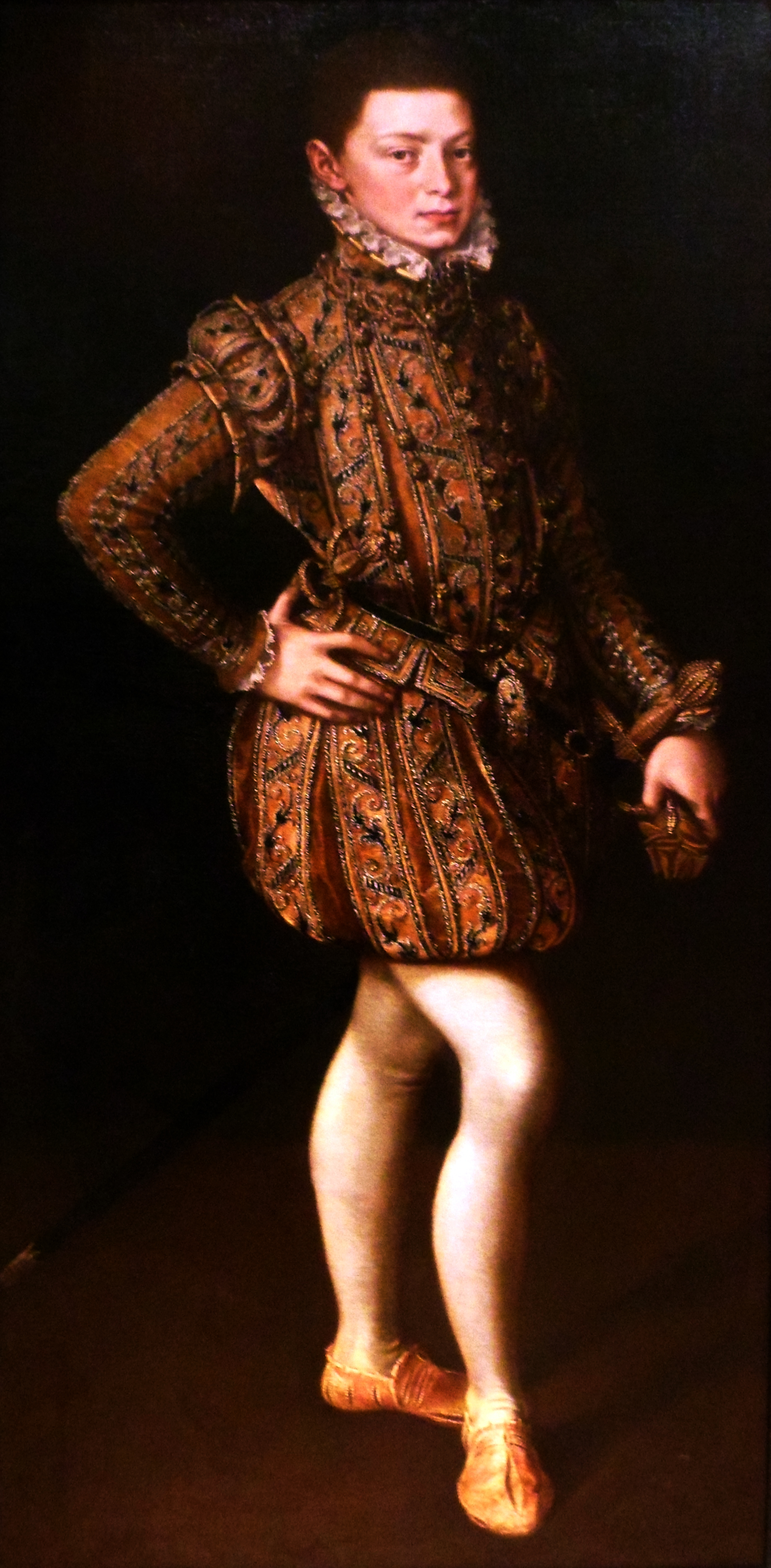
Juan de Austria

### Personajes reales

##### Juan de Austria
A trazo grueso se ha descrito a Juan de Austria como un joven de físico y trato atractivos, al que se le atribuyen numerosas aventuras amorosas. Fue apreciado por sus contemporáneos, al que comparaban constantemente con su sobrino el príncipe Carlos de Austria. Según las mismas fuentes, el joven Carlos mostraba signos de inestabilidad, y se decía que no era apto para gobernar. No todas las voces que lo han estudiado dicen lo mismo. Versiones más incrédulas, hablan de la mala relación con su padre y del peligro que este príncipe fuese atraído por los luteranos para desgajarse del reino. Sea como fuere, a Carlos V le debió de llegar esa información y es causa posible de que reconociese al joven Juan de Austria, que a decir por las crónicas, nada más verle apreció su entereza y su aspecto de "gentilhombre".
Carlos y Juan, de la misma edad, estudiaron juntos y vivieron muy cerca el uno del otro, hasta un conato de traición de Carlos, denunciado por Juan, que probablemente pudo separarlos. 
Venció a los turcos en la Batalla de Lepanto, con lo que se ganó una buena reputación en toda Europa. 
No era alto, y al parecer siempre conservó ciertos rasgos infantiles, dato que bien podría sumarse a la confusión sobre su edad.
En la biografía oficial sobre D. Juan Lorenzo Van der Hammen le describe ayudándose de los testimonios de la gente que vivió con él: "Temperamento sanguíneo, señoril presencia, algo más que mediana estatura, alegre, inclinado a lo justo, de agudo ingenio, buena memoria, alentado y fuerte, ligero, agradable,  buen honrador de letras y armas, excelente a caballo...
En cuanto a los rasgos de su carácter, necesarios para entender este relato y exceptuando las biografías excesivamente beatas que hacen sobre su vida ciertos autores y como el mismo Van der Hammen, que nos dibujan a un angelito que da limosnas, va a misa y reza el rosario todos los días, la mayoría de cronistas le describen como bastante mujeriego desde muy joven, y se relatan varios romances y algún nacimiento natural. De hecho, hay quien explica los 12 anillos de sus manos en la escultura que reposa sobre su tumba en El Escorial, como recuerdo de todas sus amantes, aunque la realidad pueda ser otra no tan romántica como protegerse las manos en la batalla.

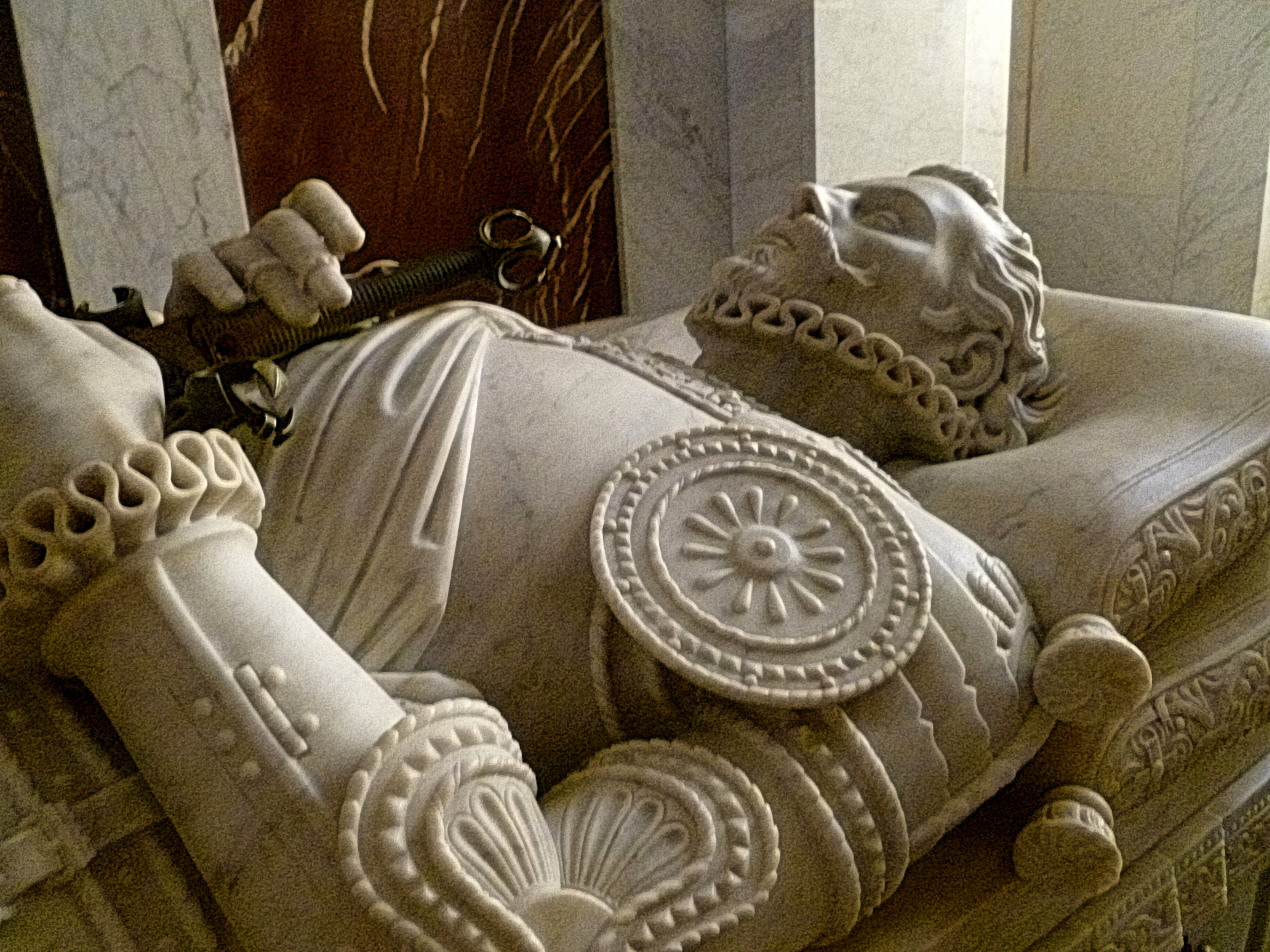
Tumba de Juan de Austria en El Escorial

Sin embargo todo el mundo certifica que el verdadero amor de su vida fue para Magdalena, Magdalena de Ulloa -aclaro, a la que llamaba tía. Teniendo en cuenta la mala relación con la que dicen que fue su Madre: Bárbara Bloomerg, es normal que encontrase en esta Magdalena el cariño materno. Cuentan que sus últimas palabras fueron "tía, tía... Magdalena, Magdalena". 

## Enlaces
Página oficial de La Leyenda de La Magdalena https://laleyendadelamagdalena.com/
Página de la Asociación Cultural de La Magdalena https://asociacionculturallamagdalena.wordpress.com/
"La Leyenda: ¿Qué hay de Verdad? http://pasarondelavera.org/2020/02/07/la-leyenda-de-la-magdalenaque-hay-de-verdad/
Revista Planvex https://planvex.es/web/2020/07/destino-mas-romantico-de-extremadura/
 
 
Referencias
1. ↑  López de Quintana, Álvaro (2020). «Una Leyenda». La Leyenda de La Magdalena de Pasarón de La Vera. Mérida. Extremadura: La Moderna (Otras voces). p. p.173. ISBN 978-84-120921-8-9. Consultado el 11/2022.
2. ↑  Foronda y Aguilera, de, Manuel.  Madrid, Sucesores de Rivadeneyra, ed. Estancias y viajes del emperador Carlos V, desde el día de su nacimiento hasta el de su muerte., comprobados y corroborados por documentos originales. Madrid / España: 1914. Consultado el 11/2022.
3. ↑  Fernandez Álvarez, Manuel. Carlos V, el cesar, el hombre. España: Espasa. ISBN 9788467044256. Consultado el 11/2022.
4. ↑  Coloma, Luis. Jeromin. España: Verbum. ISBN 9788490741221. Consultado el 11/2022.
5. ↑  Sánchez Prieto, Jose Antonio (2020). «La Leyenda de La Magdalena: ¿qué hay de verdad?». La Leyenda de La Magdalena de Pasarón de La Vera. Extremadura / España: La Moderna (Otras Voces). pp. pp. 15-17. ISBN 978-84-120921-8-9. Consultado el 11/2022.
6. ↑  «El palacio: Un personaje mudo».
7. ↑  Velo y Nieto, Gervasio (1954). «Solar de los Manrique de Lara en la Villa de Pasarón». Boletín de la Sociedad Española de Excursiones.  tomo LVIII.
8. 1 2  Guridi, Luis (1920). La Leyenda de La Magdalena de Pasarón de La Vera. Extremadura / España: La Moderna (Otras voces). ISBN 978-84-120921-8-9. Consultado el 11/2022.
9. ↑  «Planvez Crowdfunding de La Magdalena de Pasarón».
10. 1 2  Guridi, Luis (2020). «Una Leyenda». La leyenda de la Magdalena de Pasarón de La Vera. Extremadura / España: La Moderna. p. p. 173. ISBN 978-84-120921-8-9. Consultado el 11/2022.
11. ↑  Van der Hammen, Lorenzo (1627). Juan de Austria, historia. España: Luis Sánchez, impresor del Rey y del Reyno. Consultado el 11/2022.

- Datos: Q115800266